# Macromia chalciope
Macromia chalciope – gatunek ważki z rodziny Macromiidae.